# Snipp, snapp, snorum (kortspel)
Snipp, snapp, snorum är ett kortspel för barn. I likhet med ett antal andra barnspel har detta spel sina rötter i medeltida dryckes- och hasardspel. 
I given delas samtliga kort ut; det spelar ingen roll om inte alla får lika många. Den spelare som inleder spelet lägger ut ett valfritt kort på bordet. Turen går sedan medsols, och de spelare som har kort i samma valör lägger ut dessa och säger samtidigt ”snipp” för det andra kortet, ”snapp” för det tredje kortet och ”snorum” för det fjärde och sista kortet. En spelare som inte har kort i den aktuella valören blir överhoppad. Har en spelare flera kort av samma valör, måste dessa läggas ut samtidigt. Den spelare som lagt det sista kortet spelar sedan ut ett nytt valfritt kort från handen.
Vinnare är den som först blir av med alla sina kort.